# 330 (číslo)
Tři sta třicet je přirozené číslo, které následuje po čísle tři sta dvacet devět a předchází číslu tři sta třicet jedna. Římskými číslicemi se zapisuje CCCXXX a řeckými číslicemi τλ.

## Matematika
330 je:
- Abundantní číslo
- Nešťastné číslo
- Nepříznivé číslo
- Součet šesti po sobě jdoucích prvočísel (43 + 47 + 53 + 59 + 61 + 67)

## Astronomie
- (330) Adalberta je planetka hlavního pásu, kterou objevil v roce 1910 Max Wolf

## Doprava
- Silnice II/330 je česká silnice II. třídy vedoucí na trase Český Brod – Sadská – Nymburk – Činěves[1][2]

## Roky
- 330
- 330 př. n. l.